# گورستان حسن‌آباد
قبرستان حسن‌آباد مربوط به دوره قاجار - اوایل دوره پهلوی است و در شهرستان شیراز، بخش مرکزی، دهستان قره باغ، روستای حسن‌آباد واقع شده و این اثر در تاریخ ۳۰ بهمن ۱۳۸۶ با شمارهٔ ثبت ۲۰۹۸۴ به‌عنوان یکی از آثار ملی ایران به ثبت رسیده است.